# Lai Pin-yu
Lai Pin-yu (kinesiska: 賴品妤), född 2 mars 1992, är en taiwanesisk politiker, aktivist och cosplayer. Hon är sedan januari 2020 parlamentsledamot för Demokratiska framstegspartiet. 
Lai Pin-yu föddes 2 mars 1992, och växte upp i New Taipei. Hon studerade juridik vid National Taipei University och tog kandidatexamen 2013. Under denna tid var hon aktiv i flera studentrörelser, och deltog i parlamentsockupationen 2014, då hon blev arresterad för att ha stoppat trafiken tillsammans med andra studenter. År 2016 arbetade hon som assistent på den progressiva politikern och tidigare rockmusikern Freddy Lims kontor. Lai ställde september 2019 upp som Demokratiska framstegspartiets kandidat i New Taipei Citys tolfte distrikt inför parlamentsvalet januari 2020. Under valkampanjen uppträdde hon i cosplay, till exempel syntes hon utklädd till Asuka Langley Soryu från Neon Genesis Evangelion tillsammans med Freddy Lim och president Tsai-Ing-wen i en valaffisch, och när hon vunnit valet lade hon upp en bild  på Facebook av sig själv som Sailor Mars från Sailor Moon. Hon räknas till qianxian, en grupp bestående av fem unga progressiva politiker som ibland har jämförts med "The Squad" i USA:s kongress (vars frontfigur är Alexandria Ocasio-Cortez).
Lai är en förespråkare av president Tsai och dennes utrikespolitik. Hon har förespråkat reformer i kampanjdonationer, och lagstiftning för att förhindra hämndporr. Hon är för samkönade äktenskap.